# Carrie – Des Satans jüngste Tochter
Carrie – Des Satans jüngste Tochter (englischer Originaltitel: Carrie) ist ein US-amerikanischer Horrorfilm aus dem Jahr 1976. Die Regie führte Brian De Palma, das Drehbuch schrieb Lawrence D. Cohen anhand des ersten Romans Carrie von Stephen King. Die Hauptrolle spielte Sissy Spacek. Carrie ist der erste Horrorfilm, der einen Roman von Stephen King adaptiert und zugleich der erste Film der erfolgreichen Carrie-Filmreihe.

## Handlung
Die sechzehnjährige Carrie White wohnt bei ihrer Mutter Margaret. Sie ist unscheinbar, schüchtern und wird in der Schule gehänselt. Als Carrie unter der Dusche nach dem Sportunterricht von ihrer ersten Menstruationsblutung überrascht wird, gerät sie in Panik, weil sie über den Vorgang nicht aufgeklärt ist. Ihre Mitschülerinnen sind amüsiert und machen ihr eine höchst peinlich-demütigende Szene, bis schließlich die Sportlehrerin eingreift. Ein Gespräch beim Direktor der Schule zusammen mit der Sportlehrerin verläuft für Carrie wenig hilfreich, weil der Direktor lieber zu den „populären“ Schülern hält.
Carries Mutter ist einem extremen religiösen Wahn verfallen, seit Carries Vater sie vergewaltigt und verlassen hatte. Sie hält Carries Menarche für ein Ergebnis „sündiger“, sexueller Fantasien des Mädchens und Carries gesamte körperliche Entwicklung zur Frau. Carries Brüste beispielsweise hält sie für einen Ausdruck von Sünde und Schande und bezeichnet sie abwertend als „Kissen“. Margaret sperrt Carrie schließlich zur Züchtigung in einer kleinen Kammer ein. Carrie wird in den nächsten Tagen in der Schule von den anderen Mädchen weiter schikaniert. Lediglich die Mitschülerin Sue Snell unternimmt Versuche, Carrie zu verteidigen. Um sie aufzubauen, bittet Sue ihren Freund, den attraktiven Tommy Ross, mit Carrie als Partnerin zum Abschlussball der Schule zu gehen. Auch die Sportlehrerin unterstützt Carrie darin, selbstbewusster zu werden und ihre Weiblichkeit zu entwickeln. Außerdem geht sie hart gegen die Demütigungen vor: Sie lässt die anderen Mädchen antreten und zur Strafe ein hartes, sportliches Straftraining nach der Schule absolvieren. Besonders die Schülerin Chris Hargensen steigert sich dabei in Rachegelüste gegen Carrie hinein.
Carrie entwickelt, je mehr sie ihre Schüchternheit abzuschütteln versucht, zunehmend telekinetische Fähigkeiten: Einen jungen Schüler, der sie verspottet, lässt sie vom Fahrrad fallen. Als der Direktor Carrie in einem weiteren Gespräch schroff abfertigt und ihren Namen falsch ausspricht, fegt Carrie seinen Aschenbecher vom Tisch und zerbricht ihn. Ihre Mutter, die alles versucht, um sie vom Ball fernzuhalten, hält sie durch ihre telekinetischen Kräfte auf Distanz. Ungeachtet des beschwörenden Geschreis der Mutter näht sich Carrie ein schönes Kleid für den Ball und kümmert sich um eine schönere Frisur. Tatsächlich hält Tommy sein Versprechen und holt sie am Abend zum Ball ab.
Chris verwirklicht während des Schulballs ihren fiesen Plan, Carrie ein für allemal bloßzustellen: Sie lässt Carrie zur Ballkönigin wählen, indem sie die Stimmzettel ihrer Mitschüler durch eigens manipulierte Zettel austauschen lässt. Im Augenblick der Krönung wird Carrie aus einem Eimer, der hoch über der Bühne hängt, mit Schweineblut übergossen. Sue versucht noch, Carrie beiseite zu ziehen, doch die Sportlehrerin hält Sue fest, weil sie irrtümlich glaubt, das Mädchen wolle Carries schönsten Moment aus Eifersucht verderben. Tommy wird vom herunterfallenden Eimer getroffen und bricht bewusstlos auf der Bühne zusammen. Die meisten Anwesenden sind geschockt und sprachlos. Doch dann lachen die meisten von ihnen mit den Tätern mit, was dazu führt, dass Carrie zu halluzinieren beginnt. Sie denkt, dass wirklich jeder der Anwesenden sie auslacht, hatte ihre Mutter doch am selben Abend noch gesagt: „Sie werden dich alle auslachen!“. In ihrer Scham, ihrer Wut und ihrem Schmerz verliert Carrie die Beherrschung und schließt mit ihren telekinetischen Fähigkeiten die Halle, in der das Fest stattfindet, hermetisch ab. Dann tötet sie in einem Amoklauf, bei dem der Ballsaal in Flammen aufgeht, ihre Lehrer und die meisten ihrer Mitschüler auf unterschiedlichste und teils brutale Art und Weise. Nur Sue, die von der Sportlehrerin aus der Halle geworfen worden war, entgeht der Katastrophe. Chris und ihr Freund versuchen anschließend, Carrie aus Rache für das Geschehene mit dem Auto zu überfahren, doch sie werden dabei von Carrie mithilfe ihrer telekinetischen Kräfte getötet, indem das Mädchen das Auto mit nur einem Blick verunglücken und sich mehrfach überschlagen lässt, bis der Wagen in Flammen aufgeht.
Carrie kehrt blutüberströmt und noch immer in einem trance-ähnlichen Zustand zu Fuß nach Hause zurück. Margaret, die nun überzeugt ist, dass ihre Tochter eine Hexe ist, erzählt ihr von der Vergewaltigungsnacht, in der Carrie gezeugt wurde. Sie nimmt sie zum Beten in die Arme und sticht ihr darauf mit einem Messer in den Rücken. In Notwehr richtet Carrie ihre Mutter regelrecht hin, indem sie zahlreiche Messer und scharfe Gegenstände mit ihrer übersinnlichen Gedankenkraft auf sie wirft. Von den scharfen Messern wird Mutter Margaret an einem Türrahmen gekreuzigt. Kurz darauf fängt das Haus Feuer und stürzt ein. Die schwer verletzte Carrie schleppt sich, von widersprüchlichen und zwiespältigen Gefühlen übermannt, mit dem Leichnam ihrer Mutter in eine kleine Kammer des Hauses und stirbt. Das Haus versinkt auf übernatürliche Weise im Boden.
Die traumatisierte Sue überlebt als Einzige ihres Jahrgangs. Sie hat einen Albtraum, in dem sie sich zu den Überresten von Carries Haus begibt, auf denen ein Zu-Verkaufen-Schild steht, das mit den Worten „Carrie White burns in Hell!“ beschmiert ist. Sue möchte dort einen Blumenstrauß niederlegen. Plötzlich greift Carries blutige Hand aus dem Grab nach ihr. Als die Hand Sue packt und nicht mehr loslässt, wacht sie schreiend in den Armen ihrer Mutter auf.

## Kritiken
Roger Ebert schrieb in der Chicago Sun-Times, dass der Film einem „die Sprache verschlagen“ würde. Das Ende sei das schockierendste seit dem Film Der weiße Hai. Der Film sei gleichzeitig eine Studie des menschlichen Verhaltens, was ihn besonders gut mache. Ebert lobte besonders die Darstellungen von Sissy Spacek und Piper Laurie.
Im Lexikon des internationalen Films wird der Film als „effektbewußter, zuweilen etwas prätentiöser Horrorfilm“ gelobt, der mit „tiefenpsychologischen und sexuellen Metaphern“ spielt. Er sei „faszinierend fotografiert und mit einer überzeugenden Hauptdarstellerin“. Katharina Stumm schreibt auf Critic.de, dass De Palma „gekonnt mit den dem Horrorfilm eigenen Manipulationstechniken“ spiele und „das Grauen mit Freudschen Metaphern zu einem versonnenen, pulverisierenden Ganzen“ verwebe.

## Auszeichnungen
Sissy Spacek und Piper Laurie wurden im Jahr 1977 für den Oscar nominiert. Piper Laurie wurde 1977 für den Golden Globe Award nominiert. Sissy Spacek gewann 1977 den National Society of Film Critics Award.
Lawrence D. Cohen wurde 1977 für den Edgar Allan Poe Award nominiert. Brian De Palma gewann 1977 einen Preis des Avoriaz Fantastic Film Festivals. Der Film wurde 1977 als Bester Horrorfilm für einen Preis der Academy of Science Fiction, Fantasy & Horror Films nominiert.
2022 wurde der Film in das National Film Registry aufgenommen.

## Hintergründe
- Die Dreharbeiten fanden in Kalifornien statt.[6] Die Produktionskosten betrugen ca. 1,8 Millionen US-Dollar,[7] das Einspielergebnis in den Kinos der USA ca. 33,8 Millionen US-Dollar.[8]
- Sissy Spacek spielte die Rolle der 16-jährigen Carrie, als sie selbst bereits 26 Jahre alt war. Für die Hauptrolle der Carrie sprach auch die Schauspielerin Melanie Griffith vor.
- Im Film verbergen sich zahlreiche Anspielungen auf den Thriller Psycho von Alfred Hitchcock von 1960: Die Schule heißt Bates High School, beide Filme behandeln tyrannische Mutterfiguren, Carrie beginnt mit einer Duschszene, die in einigen Einstellungen ihr Pendant in Psycho zitiert, und schließlich hört man in der Szene, während Carrie zu Hause in einen zerbrechenden Spiegel blickt, die berühmten spitz quietschenden Streicher in Staccato von Filmmusik-Komponist Bernard Herrmann aus der erwähnten Duschszene des Films Psycho. Derartige Reverenzen an Hitchcocks Filme finden sich in Brian De Palmas Werken regelmäßig.
- Der für den Film gecasteten Rollenbesetzung gehörten, was der Regisseur Brian De Palma wichtig war, bis dahin noch unbekannte und unerfahrene Schauspieler an, von denen John Travolta hinterher mit seiner beginnenden Karriere als Hollywood-Schauspieler am erfolgreichsten wurde, etwa mit Filmen wie Saturday Night Fever (1977), Grease (1978) und Pulp Fiction (1994). Im Vorfeld hatten die beiden Regisseure Brian De Palma und George Lucas ein gemeinsames Vorsprechen, ein sogenanntes Casting, veranstaltet, bei dem De Palma Schauspieler für seinen Horrorfilm Carrie suchte und Lucas für seinen Science-Fiction-Film Krieg der Sterne. Mit dem Bestreben, die Hauptrolle des Luke Skywalker in Krieg der Sterne zu ergattern, erschien der blonde Schauspieler William Katt beim Casting, der jedoch stattdessen die Rolle des Highschool-Schülers Tommy Ross erhielt. Um unter den anderen Bewerberinnen hervorzustechen, schmierte sich Sissy Spacek fettige Vaseline in die Haare und wusch sich das Gesicht nicht, bevor Spacek das Vorsprechen besuchte. Auf diese Weise wollte Spacek möglichst verwahrlost, furchtbar und missbraucht wirken, als naheliegendes Erscheinungsbild der Hauptrolle Carrie White. Außerdem zog sie einen von ihrer Mutter geschneiderten alten Matrosenanzug an. Von diesem Auftreten war das Filmteam begeistert, deshalb bekam Sissy Spacek die Zusage, obwohl Regisseur De Palma bereits eine andere Mitbewerberin dafür vorgesehen hatte. Für die Darstellung der sozial gehemmten Schülerin Carrie ließ sich die Schauspielerin Sissy Spacek als Orientierung von dem Oscar-prämierten Film Licht im Dunkel aus dem Jahre 1962 inspirieren, in dem die Schauspielerin Patty Duke die Jugendjahre der taubblinden Schriftstellerin Helen Keller verkörpert.[9]
- In Carrie sind zwei Handlungsstränge miteinander verwoben, eine Geschichte über eine dysfunktionale Mutter-Tochter-Beziehung und eine Highschool-Teenager-Geschichte.
- Mit der berühmten Duschraum-Szene am Anfang des Films, in der sich die Schülerinnen nach dem Sportunterricht waschen und umziehen, signalisiert Regisseur Brian De Palma den Zuschauern, dass der Film Carrie in den folgenden anderthalb Stunden moralische Grenzen überschreitet und mit Tabus bricht. Zum Zeitpunkt der Entstehung des Films war die offensive Darstellung nackter Weiblichkeit im prüden Amerika ein Novum gewesen.[10]
- Das Blut in dem Eimer, mit dem Carrie auf dem Highschool-Abschlussball überschüttet wird, bestand aus Sirup und roter Lebensmittelfarbe. In dem Dokumentarfilm Acting Carrie (Die Darsteller), der im Bonusmaterial der Blu-ray Disc von Carrie zu finden ist, erinnert sich die Schauspielerin Sissy Spacek bezogen auf das Kunstblut: „Es wurde erwärmt, und es fühlte sich an wie eine schwere, warme Decke. […] Aber als es trocknete, wurde es klebrig. Mein Kinn klebte an meinem Hals, meine Arme klebten an meinem Körper. […] Wenn ich mich setzte, klebte ich am Stuhl fest. […] Wir haben es nicht oft gemacht, vielleicht zwei oder drei Mal.“
- In der Rolle der hinterhältigen Schülerin Norma Watson ist die in Frankfurt am Main geborene Schauspielerin P. J. Soles zu sehen, die 1978 in dem Horrorfilm Halloween – Die Nacht des Grauens mitwirkte und 1979 die Hauptrolle der renitenten Schülerin Riff Randell in dem Musikfilm Rock ’n’ Roll Highschool spielte, in dem die Punk-Rock-Band Ramones eine amerikanische Schule zur Rebellion inspiriert. Die Ramones wiederum komponierten für die 1989 erschienene Stephen-King-Verfilmung Friedhof der Kuscheltiere den poppigen Rocksong Pet Sematary. Während der Dreharbeiten für den Abschlussball an der Highschool, bei dem Carrie mit ihrer mentalen Kraft die Besucher mit einem Feuerwehrschlauch nassspritzt, schlug ein starker druckvoller Wasserstrahl gegen den Kopf der Darstellerin P. J. Soles, wodurch das Trommelfell in einem ihrer Ohren platzte.[11] In der Roman-Vorlage von Schriftsteller Stephen King verwüstet Carrie in ihrer verzweifelten Wut die gesamte Stadt, was aus Kostengründen aber filmisch nicht zu realisieren war, deshalb beschränkten sich der Drehbuchautor Lawrence D. Cohen und der Regisseur Brian De Palma, wie sie in dem Dokumentarfilm Visualizing Carrie – From Words to Images (Vom Buch zum Film) schildern, auf die Zerstörung der Highschool.
- In einer Szene geht Carrie auf einem Bürgersteig entlang, dabei fährt ein kleiner Junge auf einem Bonanzarad um sie herum und verhöhnt sie mit den Worten „Carrie ist verrückt!“ (im englischsprachigen Original: „Creepy Carrie!“), woraufhin das scheue Mädchen mit seiner übersinnlichen Geisteskraft den Jungen mit dem Fahrrad zu Fall bringt. Der Junge auf dem Fahrrad ist Cameron De Palma, der Neffe des Regisseurs Brian De Palma.
- In Bezug auf das Haus, in dem Carrie mit ihrer tyrannischen Mutter Margaret wohnt, nutzte die Filmcrew ein Gebäude in der kalifornischen Stadt Santa Paula als Drehort. Durch eine eigens ausgewählte Inneneinrichtung mit vielen religiösen Gegenständen verlieh das Filmteam um Szenenbildner Jack Fisk den Räumen des Hauses das Aussehen einer gotischen Kirche im Inneren. Die Schulszenen dagegen wurden in der Palisades Charter High School in Los Angeles, Kalifornien, gedreht, die seitdem öfter Filmdreharbeiten diente.
- An der Szene, in der John Travolta und Nancy Allen abends durch die dunklen Straßen fahren und ein anderes Auto mit zwei Freunden darin treffen, drehte die Filmcrew mehrere Nächte lang. In der besagten Szene werfen die launigen Freunde eine Bierdose durch das offene Fenster des fahrenden Autos in die Hände von Fahrer John Travolta. Im Laufe der Aufnahmen habe sich das Bier aus den dafür verwendeten Dosen im Fußraum des Autos immer mehr gesammelt und habe „fürchterlich gestunken“, wie sich die Schauspielerin Nancy Allen in dem Dokumentarfilm Acting Carrie (Die Darsteller) erinnert, der sich im Bonusmaterial der Blu-ray Disc von Carrie befindet. An der Stelle der Handlung mit dem verunglückenden und sich überschlagenden Auto sitzt der Stuntman Richard „Dick“ Ziker hinter dem Steuer. Um das Auto zum Überschlag zu bringen, hatte Stuntkoordinator Dick Ziker unter dem Wagen ein etwa 75 Zentimeter langes Stück Telefonmast eingebaut, das per Knopfdruck am Lenkrad durch eine Explosion senkrecht heraussprengte und das Auto zum Abheben brachte.
- In einer Szene tanzen Carrie und Tommy Ross auf dem schulischen Abschlussball im Engtanz miteinander, wobei die Kamera langsam um das Paar herumfährt, während sich die Schauspieler Sissy Spacek und William Katt in die entgegengesetzte Richtung drehen. Diese rundlaufende Kamerafahrt ist technisch vergleichbar mit dem berühmten Ballhaus-Kreisel, den der deutsche Kameramann Michael Ballhaus als filmisches Stilmittel etablierte, etwa in den Filmen Martha von 1974 und Die fabelhaften Baker Boys von 1989.
- Für die finale Szene, in der das Haus von Margaret und Carrie White nachts in Flammen aufgeht, hatte die Filmcrew ein kleineres Modellhaus zusammengebaut, das ungefähr die Hälfte der Größe des echten Wohnhauses besaß. Ursprünglich sah das Drehbuch vor, große Steine während des Brands auf das Haus herabregnen zu lassen und es damit zu zerstören. Allerdings klemmte in jener Nacht der Dreharbeiten das hoch über dem Modellhaus aufragende Fließband für den Felsbrocken-Regen, so dass Brian De Palma improvisieren musste und seinem Team kurzerhand die Anweisung gab, das Modellhaus für diese Szene lediglich abzubrennen.[12]
- Am Ende des Films wird Carries herrische Mutter Margaret von herbeifliegenden Küchenmessern durchbohrt. Bezüglich dieses Handlungselements, das ebenfalls von der Roman-Vorlage abweicht, ließ sich De Palma von dem japanischen Filmemacher Akira Kurosawa inspirieren. Bei den Dreharbeiten glitten die fliegenden Messer an gespannten Drähten aufgefädelt dem Körper der Schauspielerin Piper Laurie entgegen, die unter dem weißen Nachthemd zum Schutz ihres Oberkörpers einen Stahlgürtel mit Holzblöcken trug. Durch das fast sexuelle Stöhnen der gekreuzigten Mutter wollten Drehbuchautor und Regisseur vermitteln, auf Anregung von Darstellerin Piper Laurie, dass die tief religiöse Margaret White erleichterndes Glück über ihr irdisches Ableben empfindet. Auf die Idee mit dem Grab, aus dessen schwarzem Grund der blutige Arm der toten Carrie hervorkommt, kam Brian De Palma durch den Film Beim Sterben ist jeder der Erste von 1972, in dem am Filmende eine aus einem Fluss auftauchende Hand zu sehen ist.[13]
- Für einen Horrorfilm ungewöhnlich, erhielt der Film 1977 zwei Oscar-Nominierungen, in den Kategorien Beste Hauptdarstellerin für Sissy Spacek als Carrie und Beste Nebendarstellerin für Piper Laurie als fanatisch religiöse Mutter Margaret White. Es war einer der ersten Horrorfilme, dem diese Ehre durch die Academy zuteilwurde. Am Ende gingen die Auszeichnungen jedoch an Faye Dunaway (Beste Hauptdarstellerin) und Beatrice Straight (Beste Nebendarstellerin) für deren beider Mitwirkung in dem Spielfilm Network von 1976. Vor Carrie hatte Piper Laurie seit 15 Jahren in keinem Spielfilm mehr mitgewirkt. Acht Jahre zuvor, 1969, war der Horrorfilm Rosemaries Baby auch für zwei Oscars nominiert gewesen, dabei gewann die Schauspielerin Ruth Gordon den Oscar als beste Nebendarstellerin in dem Film von Roman Polański. 1974 erhielt der Horrorfilm Der Exorzist zehn Oscar-Nominierungen.
- Der Regisseur Brian De Palma ging später mit der Nebendarstellerin Nancy Allen den Bund der Ehe ein, mit Allen war De Palma von 1979 bis 1983 verheiratet. In dem Horrorfilm Carrie spielt Nancy Allen die intrigante blonde Schülerin Chris Hargensen.
- Die Schauspielerin Priscilla Pointer, die in der Rolle der Mutter Mrs. Snell zu sehen ist und am Ende des Films die aus einem Albtraum erwachende Tochter Sue Snell in den Armen wiegt, ist auch im wirklichen Leben die Mutter der Schauspielerin Amy Irving. Als künstlerischer Gestalter gehörte der Szenenbildner Jack Fisk, der seit 1974 mit Hauptdarstellerin Sissy Spacek verheiratet ist, zum Mitarbeiterstab des Films.
- In dem Netflix-Horrorfilm Fear Street – Teil 2: 1978 von 2021 rächt sich ein Mädchen namens Ziggy, inspiriert von Carrie, an einem anderen bösartigen Mädchen mit dem Eimer-Streich in der Kabine einer Waldhüttentoilette. In dem Eimer befinden sich jedoch ekelhafte Käfer statt Schweineblut.
- In dem Videoclip zu dem Song Bring me his head der Heavy-Metal-Band Lucifer spielt die Combo mit der blonden Sängerin Johanna Sadonis die Eimer-mit-Schweineblut-Szene aus dem Film Carrie nach.
- In der Netflix-Serie Wednesday von 2022 spielen in der vierten Episode Bei Leid und Trank der ersten Staffel drei männliche Jugendliche den Schülerinnen und Schülern des Internats Nevermore-Academy, das übernatürliche Außenseiter beherbergt und unter Schutzpatron Edgar Allan Poe steht, einen üblen Streich, indem sie während eines Balls namens Raben-Tanz über die Sprinkleranlage rote Farbe auf sämtliche Gäste des Fests herabregnen lassen, die panisch davonrennen. Lediglich das zynische einzelgängerische Gothic-Mädchen Wednesday Addams, verkörpert von Schauspielerin Jenna Ortega, genießt den morbiden roten Regen – und bedauert, dass die Übeltäter dafür kein echtes Schweineblut benutzten.

### Synchronisation
Die deutsche Synchronfassung entstand unter dem Dialogbuch und der Dialogregie von Werner Uschkurat im Auftrag der Berliner    Synchron GmbH Wenzel Lüdecke.
| Rolle           | Darsteller        | Synchronsprecher      |
| --------------- | ----------------- | --------------------- |
| Carrie White    | Sissy Spacek      | Sabine Plessner       |
| Margaret White  | Piper Laurie      | Rose-Marie Kirstein   |
| Sue Snell       | Amy Irving        | Marion Hartmann       |
| Tommy Ross      | William Katt      | Michael Ande          |
| Miss Collins    | Betty Buckley     | Viktoria Brams        |
| Chris Hargensen | Nancy Allen       | Constanze Engelbrecht |
| Billy Nolan     | John Travolta     | Ivar Combrinck        |
| Norma Watson    | P. J. Soles       | Uschi Wolff           |
| Mrs. Snell      | Priscilla Pointer | Gisela Hoeter         |

## Erstaufführungen
- USA: 3. November 1976
- Deutschland: 22. April 1977

## Fortsetzung und Neuverfilmung
Im Jahr 1999 kam die Fortsetzung Carrie 2 – Die Rache in die Kinos. Im Jahr 2002 wurde die erste Neuverfilmung für das US-Fernsehen, Carrie, produziert.
2013 brachte Kimberly Peirce eine Neuverfilmung heraus. Das Drehbuch von Roberto Aguirre-Sacasa orientiert sich jedoch mehr am gleichnamigen Roman. Die Rollen der fundamentalistischen Mutter Margaret White und der Carrie wurden von Julianne Moore und Chloë Moretz übernommen. Am 27. März 2012 twitterte Moretz ihren Dank an MGM und Regisseurin Peirce und gab somit die Zusage für die Rolle der Carrie eher bekannt als die Produktionsfirma Metro-Goldwyn-Mayer. In den USA ist der Film am 7. Oktober 2013 in den Kinos erschienen, in Deutschland erfolgte die Veröffentlichung am 5. Dezember.